# Utah Starzz 1998
La stagione 1998 delle Utah Starzz fu la 2ª nella WNBA per la franchigia.
Le Utah Starzz arrivarono quinte nella Western Conference con un record di 8-22, non qualificandosi per i play-off.

## Roster
| N° | Naz.                   | Ruolo | Sportivo           | Anno | Alt. | Peso |
| -- | ---------------------- | ----- | ------------------ | ---- | ---- | ---- |
| 0  | Stati Uniti (bandiera) | A     | Olympia Scott      | 1976 | 188  | 79   |
| 3  | Stati Uniti (bandiera) | G     | Chantel Tremitiere | 1969 | 168  | 64   |
| 5  | Stati Uniti (bandiera) | G     | Erin Alexander     | 1975 | 170  | 64   |
| 10 | Stati Uniti (bandiera) | G     | Tricia Bader       | 1973 | 163  | 57   |
| 11 | Stati Uniti (bandiera) | G     | Dena Head          | 1970 | 178  | 73   |
| 12 | Polonia (bandiera)     | C     | Margo Dydek        | 1974 | 218  | 101  |
| 14 | Stati Uniti (bandiera) | A     | Wendy Palmer       | 1974 | 188  | 75   |
| 20 | Stati Uniti (bandiera) | G     | Fran Harris        | 1965 | 183  | 69   |
| 23 | Stati Uniti (bandiera) | G     | Kim Williams       | 1974 | 168  | 62   |
| 24 | Stati Uniti (bandiera) | A     | LaTonya Johnson    | 1975 | 183  | 69   |
| 28 | Russia (bandiera)      | C     | Elena Baranova     | 1972 | 196  | 83   |
| 32 | Stati Uniti (bandiera) | G     | Tammi Reiss        | 1970 | 168  | 59   |

## Staff tecnico
- Allenatori: Denise Taylor (6-13), Frank Layden (2-9)
- Vice-allenatore: Fred Williams